# South Side
South Side (qualche volta scritto Southside) è una canzone del musicista di musica elettronica statunitense Moby, estratta come ottavo singolo dall'album Play del 1999 e pubblicata nel novembre del 2000. Divenne uno dei brani più famosi del nuovo millennio e l'unico del musicista ad apparire nella Billboard Hot 100, dove raggiunse la posizione numero 14. Sua caratteristica peculiare è il duetto con Gwen Stefani, che però, a causa di alcuni problemi di produzione, Hall fu costretto ad escludere durante il missaggio finale. È per questo motivo che nella "album version" a cantare è solo lui.

## Significato
Moby disse che nella composizione di South Side si ispirò alla visita che egli fece a Chicago e all'amore che prova verso l'house music. Nella stesura dei testi invece cercò di trovare, rendendoli inquietanti, un sodale compromesso tra l'atto dell'ascolto della musica a volume alto e la desensibilizzazione alla violenza. In un'intervista con la rivista Rolling Stone fatta in occasione del decimo anniversario della sua pubblicazione, egli spiegò: "è una canzone felice su ragazzi che diventano così assuefatti alla violenza da diventare così desensibilizzati che nulla gli arriva fino in fondo. Si tratta di persone che sono diventate così sovra-esposte agli stimoli che non conta più niente per loro più."

## Videoclip
Il videoclip, diretto da Joseph Kahn, si presenta come una parodia dei video musicali di singoli hip hop e dance. In esso, girato interamente dentro un teatro di posa, si vede Moby che, indossando vestiti di pelle, di pelliccia e degli occhiali da sole, circondato da donne, canta seduto su di una sedia, su di un divano e su un veicolo a quattro ruote accompagnato da sei "musicisti", dei lavoratori annoiati che, anzi di suonare strumenti analogici, creano suoni mediante dei computer traslucidi, che regolano in tempo reale senza apparente entusiasmo verso la musica che stanno eseguendo. Queste scene sono poi alternate con altre in cui si trova Gwen Stefani che danza davanti ad un grande neon colorato che ha la forma del suo nome.
Vengono anche presi in giro i videoclip artificiosi con scene in cui Hall e Stefani stanno in una stanza spoglia, indossando abiti tristi e in possesso di un girasole in vaso (naturalmente parodia di un tipo di set di New York ampiamente abusato da registi).
Altri elementi goliardici che poi si possono osservare sono i finti denti d'oro di Moby, tipicamente "gangsta" e l'atteggiamento altezzoso e fintamente egocentrico di questi che ricalca quello dei grandi divi del cinema.
Nel 2001, il filmato vinse l'MTV Video Music Award per il "Miglior Video Maschile".

## Riregistrazione
South Side venne registrata nuovamente da Gwen Stefani per il suo album No Doubt.

## Lista delle tracce
Mute (UK)
1. South Side (Featuring Gwen Stefani) (Single Version) – 3:49
2. South Side (Featuring Gwen Stefani) (Hybrid Dishing Pump Remix) – 8:27
3. South Side (Album Version) – 3:48
4. South Side (Peter Heller Park Lane Vocal) – 8:48
5. Aint Never Learned – 3:47
6. South Side (Hybrid Dishing Pump Instrumental) – 7:54
7. The Sun Never Stops Setting – 4:19
8. South Side T-Rock – 3:25

V2 Records 1
1. South Side (Featuring Gwen Stefani) (Single Version) – 3:49
2. South Side (Featuring Gwen Stefani) (Hybrid Dishing Pump Remix) – 8:27
3. South Side (Album Version) – 3:48

V2 Records 2
1. South Side (Featuring Gwen Stefani) (Edit) – 3:25
2. South Side (Album Version) – 3:48

## Posizione nelle classifiche
| Classifica (2001)                    | Posizione |
| ------------------------------------ | --------- |
| Canada (Nielsen SoundScan)           | 3         |
| U.S.A. Billboard Hot 100             | 14        |
| U.S.A. Billboard Hot Dance Club Play | 16        |
| U.S.A. Billboard Modern Rock Tracks  | 3         |
| U.S.A. Billboard Adult Top 40 Tracks | 8         |
| U.S.A. Billboard Mainstream Top 40   | 15        |